# 姚其旋
姚其旋，湖南武陵（今湖南常德）人，是一名清朝政治人物。
姚其旋曾于1769年接替清泰任金山县知县一职，1770年由韩运鸿接任。